# Gaye
Gaye és un municipi francès, situat al departament del Marne i a la regió del Gran Est. L'any 2007 tenia 556 habitants.

## Demografia

### Població
El 2007 la població de fet de Gaye era de 556 persones. Hi havia 232 famílies, de les quals 48 eren unipersonals (28 homes vivint sols i 20 dones vivint soles), 100 parelles sense fills i 84 parelles amb fills.
La població ha evolucionat segons el següent gràfic:
Habitants censats

### Habitatges
El 2007 hi havia 267 habitatges, 229 eren l'habitatge principal de la família, 22 eren segones residències i 16 estaven desocupats. 262 eren cases i 4 eren apartaments. Dels 229 habitatges principals, 188 estaven ocupats pels seus propietaris, 38 estaven llogats i ocupats pels llogaters i 3 estaven cedits a títol gratuït; 2 tenien una cambra, 1 en tenia dues, 25 en tenien tres, 56 en tenien quatre i 145 en tenien cinc o més. 196 habitatges disposaven pel capbaix d'una plaça de pàrquing. A 90 habitatges hi havia un automòbil i a 122 n'hi havia dos o més.

### Piràmide de població
La piràmide de població per edats i sexe el 2009 era:
| Homes | Edats   | Dones |
| ----- | ------- | ----- |
| 0     | 95 o +  | 0     |
| 0     | 90 a 94 | 0     |
| 8     | 85 a 89 | 0     |
| 0     | 80 a 84 | 0     |
| 16    | 75 a 79 | 4     |
| 20    | 70 a 74 | 28    |
| 16    | 65 a 69 | 16    |
| 24    | 60 a 64 | 24    |
| 8     | 55 a 59 | 16    |
| 20    | 50 a 54 | 12    |
| 16    | 45 a 49 | 16    |
| 24    | 40 a 44 | 16    |
| 24    | 35 a 39 | 24    |
| 32    | 30 a 34 | 8     |
| 12    | 25 a 29 | 28    |
| 0     | 20 a 24 | 0     |
| 4     | 15 a 19 | 32    |
| 12    | 10 a 14 | 28    |
| 28    | 5 a 9   | 36    |
| 16    | 0 a 4   | 4     |

## Economia
El 2007 la població en edat de treballar era de 342 persones, 258 eren actives i 84 eren inactives. De les 258 persones actives 237 estaven ocupades (125 homes i 112 dones) i 21 estaven aturades (9 homes i 12 dones). De les 84 persones inactives 37 estaven jubilades, 24 estaven estudiant i 23 estaven classificades com a «altres inactius».

### Ingressos
El 2009 a Gaye hi havia 225 unitats fiscals que integraven 562,5 persones, la mediana anual d'ingressos fiscals per persona era de 18.990 €.

### Activitats econòmiques
Dels 15 establiments que hi havia el 2007, 1 era d'una empresa alimentària, 2 d'empreses de fabricació d'altres productes industrials, 6 d'empreses de construcció, 2 d'empreses de comerç i reparació d'automòbils, 1 d'una empresa de transport, 1 d'una empresa d'hostatgeria i restauració i 2 d'empreses de serveis.
Dels 7 establiments de servei als particulars que hi havia el 2009, 2 eren paletes, 1 guixaire pintor, 1 lampisteria, 1 electricista, 1 empresa de construcció i 1 restaurant.
Dels 2 establiments comercials que hi havia el 2009, 1 era una botiga de menys de 120 m² i 1 una joieria.
L'any 2000 a Gaye hi havia 17 explotacions agrícoles que ocupaven un total de 1.690 hectàrees.

## Equipaments sanitaris i escolars
El 2009 hi havia 1 escola maternal i 1 escola elemental.

## Poblacions més properes
El següent diagrama mostra les poblacions més properes.